# Ailhon
Ailhon est une commune française, située dans le département de l'Ardèche en région Auvergne-Rhône-Alpes.

## Géographie

### Situation et description
Située à une altitude de 406 mètres, Ailhon est une commune située dans le canton d'Aubenas-2 ainsi que dans l’arrondissement de Largentière. Les habitants se dénomment les Ailhonais. Son habitat essentiellement rural est caractérisé par un regroupement de nombreux hameaux disséminés au sein de son territoire.

### Climat
Pour des articles plus généraux, voir Climat d'Auvergne-Rhône-Alpes et Climat de l'Ardèche.
En 2010, le climat de la commune est de type climat méditerranéen altéré, selon une étude du CNRS s'appuyant sur une série de données couvrant la période 1971-2000. En 2020, Météo-France publie une typologie des climats de la France métropolitaine dans laquelle la commune est exposée à un climat de montagne ou de marges de montagne et est dans la région climatique Provence, Languedoc-Roussillon, caractérisée par une pluviométrie faible en été, un très bon ensoleillement (2 600 h/an), un été chaud (21,5 °C), un air très sec en été, sec en toutes saisons, des vents forts (fréquence de 40 à 50 % de vents > 5 m/s) et peu de brouillards.
Pour la période 1971-2000, la température annuelle moyenne est de 12 °C, avec une amplitude thermique annuelle de 17,3 °C. Le cumul annuel moyen de précipitations est de 1 057 mm, avec 7,5 jours de précipitations en janvier et 4,7 jours en juillet. Pour la période 1991-2020, la température moyenne annuelle observée sur la station météorologique de Météo-France la plus proche, « Aubenas Sa », sur la commune d'Aubenas à 5 km à vol d'oiseau, est de 13,8 °C et le cumul annuel moyen de précipitations est de 1 061,4 mm,. Pour l'avenir, les paramètres climatiques de la commune estimés pour 2050 selon différents scénarios d'émission de gaz à effet de serre sont consultables sur un site dédié publié par Météo-France en novembre 2022.

### Hydrographie
Plusieurs ruisseaux sont présents sur la commune :
- les ruisseaux de Léouzède et du Gay prennent leur source sur la commune et se jettent dans La Lande qui borde la commune à l'ouest[8],[9],[10] ;
- le ruisseau d'Ailhon se jette dans le ruisseau Auzon qui borde la commune[11]. La commune est aussi bordée par le ruisseau de Valcroze[12],[13],[14].

## Urbanisme

### Typologie
Au 1er janvier 2024, Ailhon est catégorisée commune rurale à habitat dispersé, selon la nouvelle grille communale de densité à 7 niveaux définie par l'Insee en 2022.
Elle est située hors unité urbaine. Par ailleurs la commune fait partie de l'aire d'attraction d'Aubenas, dont elle est une commune de la couronne,. Cette aire, qui regroupe 68 communes, est catégorisée dans les aires de 50 000 à moins de 200 000 habitants,.

### Occupation des sols
L'occupation des sols de la commune, telle qu'elle ressort de la base de données européenne d’occupation biophysique des sols Corine Land Cover (CLC), est marquée par l'importance des forêts et milieux semi-naturels (82,7 % en 2018), en augmentation par rapport à 1990 (76 %). La répartition détaillée en 2018 est la suivante : 
forêts (82,7 %), zones agricoles hétérogènes (15,2 %), prairies (2,1 %).
L'évolution de l’occupation des sols de la commune et de ses infrastructures peut être observée sur les différentes représentations cartographiques du territoire : la carte de Cassini (XVIIIe siècle), la carte d'état-major (1820-1866) et les cartes ou photos aériennes de l'IGN pour la période actuelle (1950 à aujourd'hui).

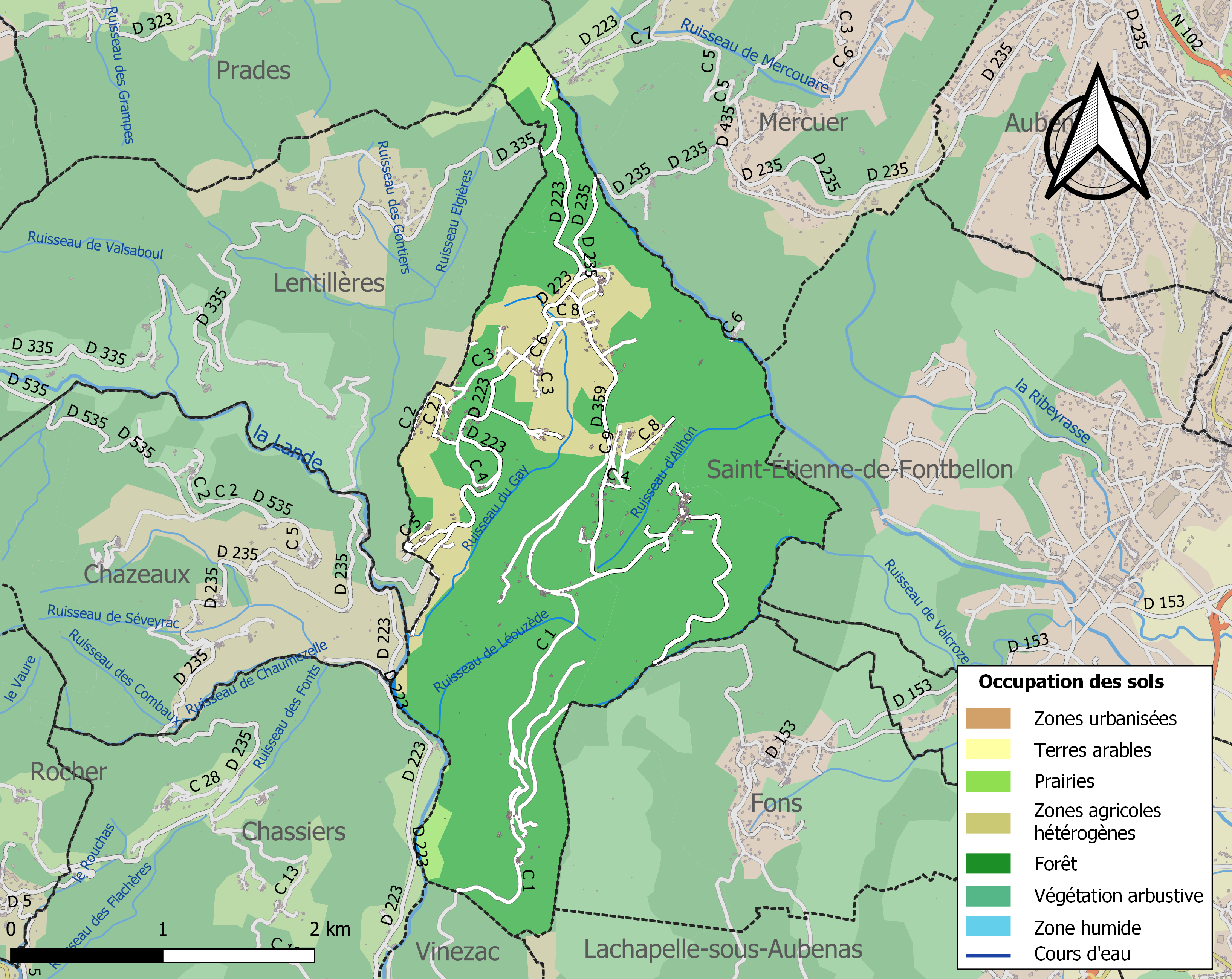
Carte des infrastructures et de l'occupation des sols de la commune en 2018 (CLC).

## Histoire

### Préhistoire
Le plateau du Daüs, situé sur la commune d'Ailhon, a été occupé depuis le paléolothique comme le montrent les artefacts moustériens retrouvés sur le plateau.
Henri Saumade, un instituteur de Mercuer, effectue de 1936 à 1964 des fouilles le long de la falaise de grès qui sépare Ailhon et Lentillères et recueille de nombreux silex taillés et pointes de flèches à proximité d'une grotte, la Baume de l'Oli, qui pourrait avoir abrité un habitat préhistorique daté du magdalénien.
Dès 1943, l'agriculteur Yvon Court, de Meygris, découvre des gravures rupestres en forme de fer à cheval sur le plateau du Daüs. Il signalera à Henri Saumade la présence de nombreuses gravures le long des rochers du plateau du Daüs.
Le spécialiste de la préhistoire Paul Bellin y relèvera des gravures en fer à cheval, croix, marelle, et divers motifs géométriques ainsi que des motifs en relief évoquant des mains humaines. Elle seront expertisées plus tard par le paléontologue Albert-Félix de Lapparent et André Blanc comme des contre-empreintes de Chirotherium (en), un reptile de l'Ère Secondaire connu uniquement par les traces fossiles qu'il a laissées dans les couches du Trias (environ 200 millions d'années).
Une centaine de traces de ce théropode sont présentes sur ces dalles de grès, témoignant d'une époque où Ailhon était une plage marine soumise à un climat semi-tropical.
Les gravures se trouvent en bord de plateau le long d'un ancien camin ferrat (chemin empierré), le chemin de Monferou qui reliait Largentière à Montpezat en longeant la rive gauche de la Lande qui sépare Ailhon et Lentillères. 
Elle comportent de nombreux motifs géométriques et antropomorphes. 
Le Rocher des Croix au lieu-dit le Meygris, comporte une gravure en forme d'archer.
D'autres gravures rupestres ont été découvertes sur les lieux-dits du Grand-Bois-Chaune, de Vidal-Guérin et de Barsac.
On y trouve aussi des bassins en forme de cupules creusés dans le rocher et reliés par des canaux qui pourraient avoir été des lieux de culte.
Les restes d'une tour ronde en pierre sèche de six mètres de diamètre sur le plateau du Lauthier, sur le bord sud-ouest du plateau de Daus, pourraient témoigner de la présence d'un oppidum celte à cet endroit d'où l'on aperçoit d'autres oppidums comme ceux de Jastres, Pléoux et le Rocher de Sampzon.

### Antiquité
Des objets gallo-romains (pièces de monnaie, bijoux, céramique) ont été découverts sur le plateau du Daüs et sont déposés au Musée Crozatier du Puy.

### Moyen Âge
La paroisse d’Ailhon apparaît dans les textes à la fin du XIIIe siècle dans une sentence arbitrale de l’archevêque de Vienne, légat du pape.
Des contestations s’étaient élevées entre l’évêque de Viviers, le chapitre cathédral et l’université des prêtres au sujet de leurs possessions respectives. La question est réglée en 1289 par une sentence attribuant la paroisse d’Ailhon au corps du chapitre.
C'est en 1298 qu'apparaît pour la première fois le nom de la famille noble d'Ailhon (prononcé Ailhou en occitan et Alho en latin), lorsque Pierre d'Ailhon vend une maison fortifiée voisine du château de Mirabel.
En 1464, Ailhon a deux procureurs du mandement, Jean Soboul et Jean Ruf.

### Temps modernes
Lors des guerres de Religion, le château d'Ailhon, considéré comme une menace pour Aubenas, est pris en août 1591 par les protestants. 
Les catholiques engagent des tractations pour faire évacuer le fort. Olivier de Serres demande l'amnistie pour les belligérants. 
Il n'en reste plus qu'une tour noyée dans la maison Chabert au sud du village.
En 1593, un ormeau est planté sur la place de l’église pour commémorer la conversion d’Henri IV au catholicisme. Il est foudroyé en 1989. Une partie du tronc de 5,50 mètres de circonférence est conservée au fond de l’église.
En 1598, Pilhoty, commandant de la garnison d'Aubenas, rançonne les consuls d'Ailhon.
En 1670, après la participation d'Ailhon à la révolte de Roure, la commune est privée du droit de consulat et ramenée au régime syndical.
Jusqu’au milieu du XIXe siècle, la paroisse d'Ailhon forme le mandement de Chazeaux. Elle est constituée de quatre communes : Ailhon, Chazeaux, Fons et Lentillères.

### Époque contemporaine
Les désordres suivant la Révolution permettent à la bande de brigands de Fourniquet de Chassiers (exécuté à Saint-Cirgues-de-Prades en mai 1800) d'écumer les environs.

## Politique et administration

### Liste des maires

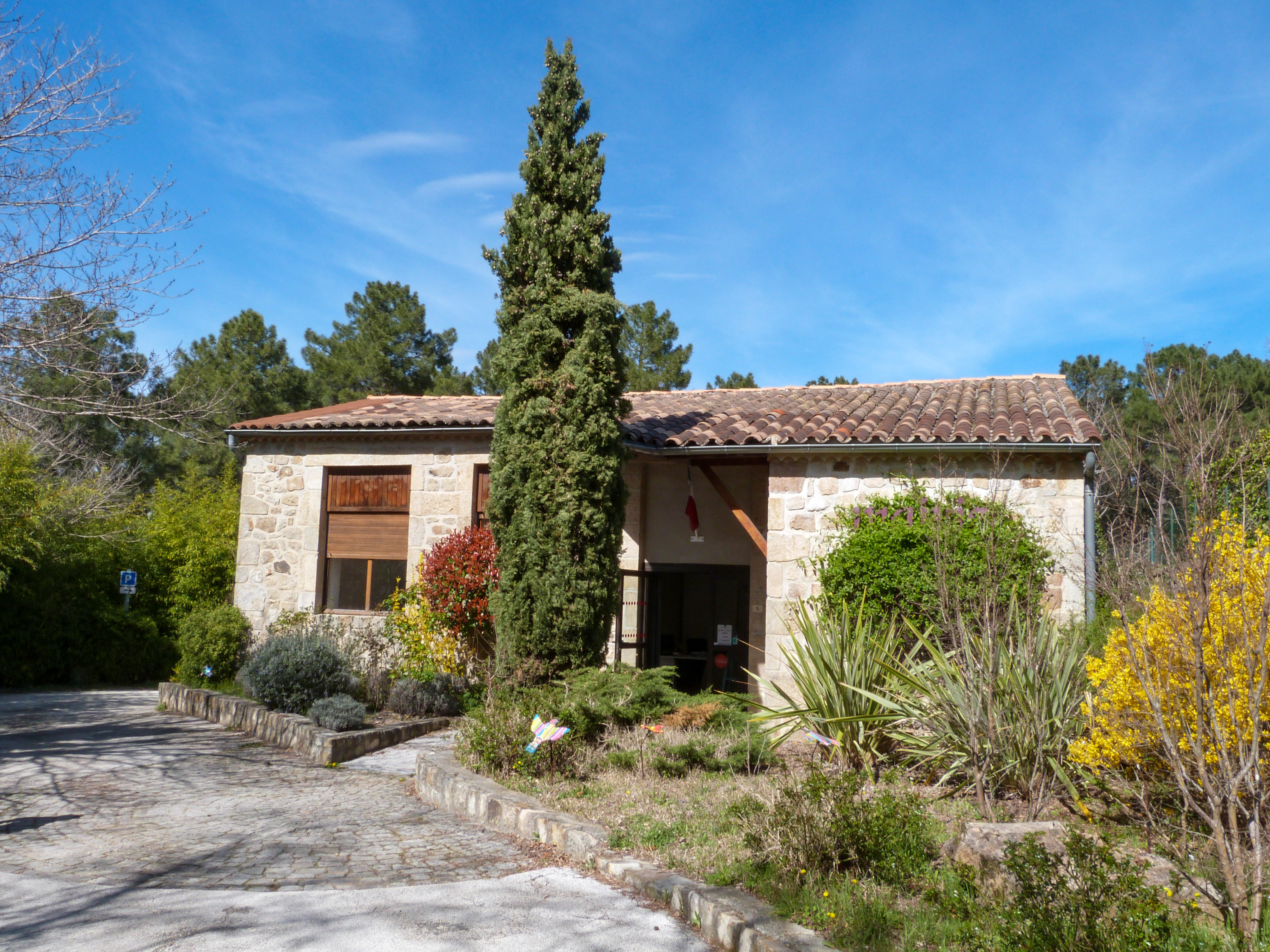
Mairie d'Ailhon en mars 2023.

| Période                                  | Période                   | Identité             | Étiquette | Qualité         |
| ---------------------------------------- | ------------------------- | -------------------- | --------- | --------------- |
| Les données manquantes sont à compléter. |                           |                      |           |                 |
| 1793                                     | 1794                      | Antoine Gourdon      |           | Officier public |
| 1794                                     | 1798                      | François Fulachier   |           | Officier public |
| 1798                                     | 1808                      | Antoine Chabert      |           |                 |
| 1808                                     | 1810                      | Jean Roudil          |           | Adjoint         |
| 1810                                     | 1815                      | Jean Roudil          |           | Maire           |
| 1815                                     | 1825                      | Claude Darlix        |           |                 |
| 1825                                     | 1830                      | Jean-Pierre Jaussen  |           |                 |
| juillet 1830                             | 1831                      | Jacques Jaussen      |           |                 |
| 1832                                     | 1834                      | François Veyrent     |           |                 |
| 1834                                     | 1848                      | Jacques Jaussen      |           |                 |
| 1848                                     | 1864                      | Louis Plantevin      |           |                 |
| 1864                                     | 1870                      | André Daygues        |           |                 |
| 1870                                     | 1873                      | Louis Jaussen        |           |                 |
| 1873                                     | 1875                      | Prosper Roure        |           |                 |
| 1876                                     | 1881                      | Henri Veyrent        |           |                 |
| 1881                                     | 1890                      | Gaston Ricard        |           |                 |
| 1890                                     | 1892                      | Cyprien Arlaud       |           |                 |
| 1892                                     | 1896                      | Pierre Guibourdenche |           |                 |
| 1896                                     | 1900                      | Auguste Roudil       |           |                 |
| 1900                                     | 1904                      | Xavier Fulachier     |           |                 |
| 1904                                     |                           | Victorin Reynaud     |           |                 |
|                                          | 2001                      | Roger Naud           |           |                 |
| mars 2001                                | mars 2008                 | Michel Gilbert       |           |                 |
| mars 2008                                | En cours (au 6 août 2020) | Jean-Paul Lardy      | PS        | Journaliste     |

## Population et société

### Démographie

#### Évolution démographique
L'évolution du nombre d'habitants est connue à travers les recensements de la population effectués dans la commune depuis 1793. Pour les communes de moins de 10 000 habitants, une enquête de recensement portant sur toute la population est réalisée tous les cinq ans, les populations de référence des années intermédiaires étant quant à elles estimées par interpolation ou extrapolation. Pour la commune, le premier recensement exhaustif entrant dans le cadre du nouveau dispositif a été réalisé en 2007.

En 2022, la commune comptait 553 habitants, en évolution de −1,25 % par rapport à 2016 (Ardèche : +2,48 %, France hors Mayotte : +2,11 %).
| 1793 | 1800 | 1806 | 1821 | 1831 | 1836 | 1841 | 1846 | 1851 |
| ---- | ---- | ---- | ---- | ---- | ---- | ---- | ---- | ---- |
| 522  | 447  | 516  | 543  | 646  | 659  | 660  | 667  | 668  |

| 1856 | 1861 | 1866 | 1872 | 1876 | 1881 | 1886 | 1891 | 1896 |
| ---- | ---- | ---- | ---- | ---- | ---- | ---- | ---- | ---- |
| 639  | 616  | 592  | 533  | 600  | 518  | 493  | 514  | 523  |

| 1901 | 1906 | 1911 | 1921 | 1926 | 1931 | 1936 | 1946 | 1954 |
| ---- | ---- | ---- | ---- | ---- | ---- | ---- | ---- | ---- |
| 468  | 437  | 408  | 326  | 331  | 308  | 268  | 248  | 199  |

| 1962 | 1968 | 1975 | 1982 | 1990 | 1999 | 2006 | 2007 | 2012 |
| ---- | ---- | ---- | ---- | ---- | ---- | ---- | ---- | ---- |
| 159  | 140  | 134  | 173  | 290  | 336  | 446  | 462  | 535  |

| 2017 | 2022 | - | - | - | - | - | - | - |
| ---- | ---- | - | - | - | - | - | - | - |
| 554  | 553  | - | - | - | - | - | - | - |

#### Pyramide des âges
En 2021, le taux de personnes d'un âge inférieur à 30 ans s'élève à 29,7 % dans la commune, ce qui est égal à la moyenne départementale. À l'inverse, le taux de personnes d'âge supérieur à 60 ans est de 30,1 % la même année, alors qu'il est de 32,8 % au niveau départemental.
En 2021, la commune comptait 278 hommes pour 275 femmes, soit un taux de 50,27 % d'hommes, légèrement supérieur au taux départemental (48,78 %).
Les pyramides des âges de la commune et du département s'établissent comme suit :
| Hommes | Classe d’âge | Femmes |
| ------ | ------------ | ------ |
| 0,7    | 90 ou +      | 0,7    |
| 7,8    | 75-89 ans    | 5,4    |
| 23,4   | 60-74 ans    | 22,2   |
| 22,3   | 45-59 ans    | 20,3   |
| 17,3   | 30-44 ans    | 20,5   |
| 12,0   | 15-29 ans    | 13,2   |
| 16,5   | 0-14 ans     | 17,7   |

| Hommes | Classe d’âge | Femmes |
| ------ | ------------ | ------ |
| 1      | 90 ou +      | 2,5    |
| 9      | 75-89 ans    | 11,4   |
| 20,8   | 60-74 ans    | 21,1   |
| 21,2   | 45-59 ans    | 20,3   |
| 16,9   | 30-44 ans    | 16,5   |
| 14,2   | 15-29 ans    | 12,6   |
| 17     | 0-14 ans     | 15,6   |

### Enseignement

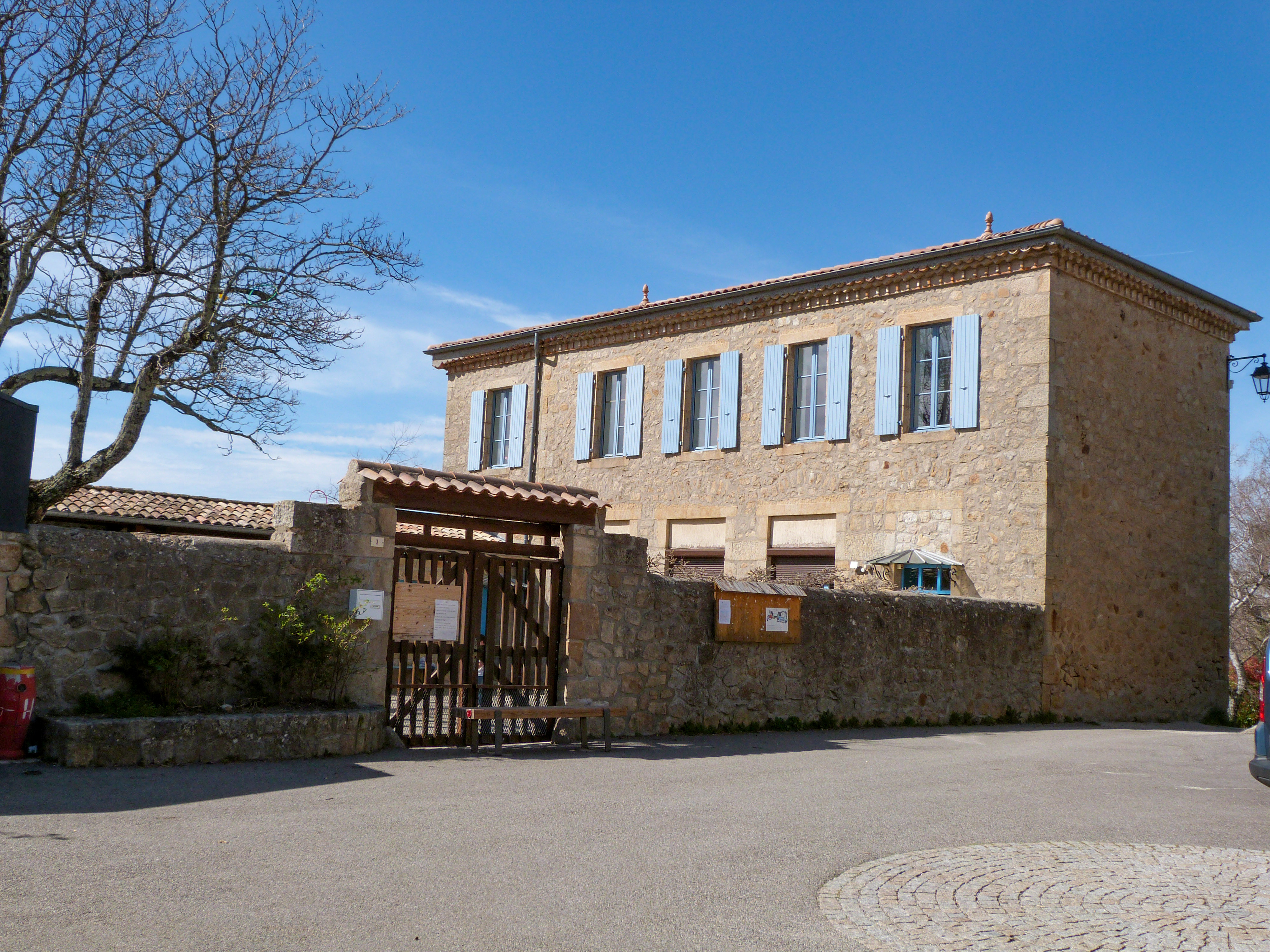
L'école du village.

La commune est rattachée à l'académie de Grenoble. L'école accueillait quarante élèves pour l'année scolaire 2021-2022.

### Médias
La commune est située dans la zone de distribution de deux organes de la presse écrite :
- L'Hebdo de l'Ardèche, journal hebdomadaire français basé à Valence et couvrant l'actualité de tout le département de l'Ardèche ;
- Le Dauphiné libéré, journal quotidien de la presse écrite française régionale distribué dans la plupart des départements de l'ancienne région Rhône-Alpes, notamment l'Ardèche. La commune est située dans la zone d'édition d'Aubenas, Privas et la Vallée du Rhône.

## Culture locale et patrimoine

### Lieux et monuments
- Daüs (élévation, tertre en celtique) : site préhistorique.
- Château de Rochemure.
- Église Saint-André. L'église date du XIe siècle pour les parties les plus anciennes. Agrandie et remaniée jusqu'au début du XVIe siècle, elle abrite de nombreuses sculptures. On y trouve au fond le tronc monumental d'un ormeau planté en 1593 — comme dans de nombreuses paroisses — sur ordre de Sully pour célébrer l'adhésion de Henry IV à la religion catholique.

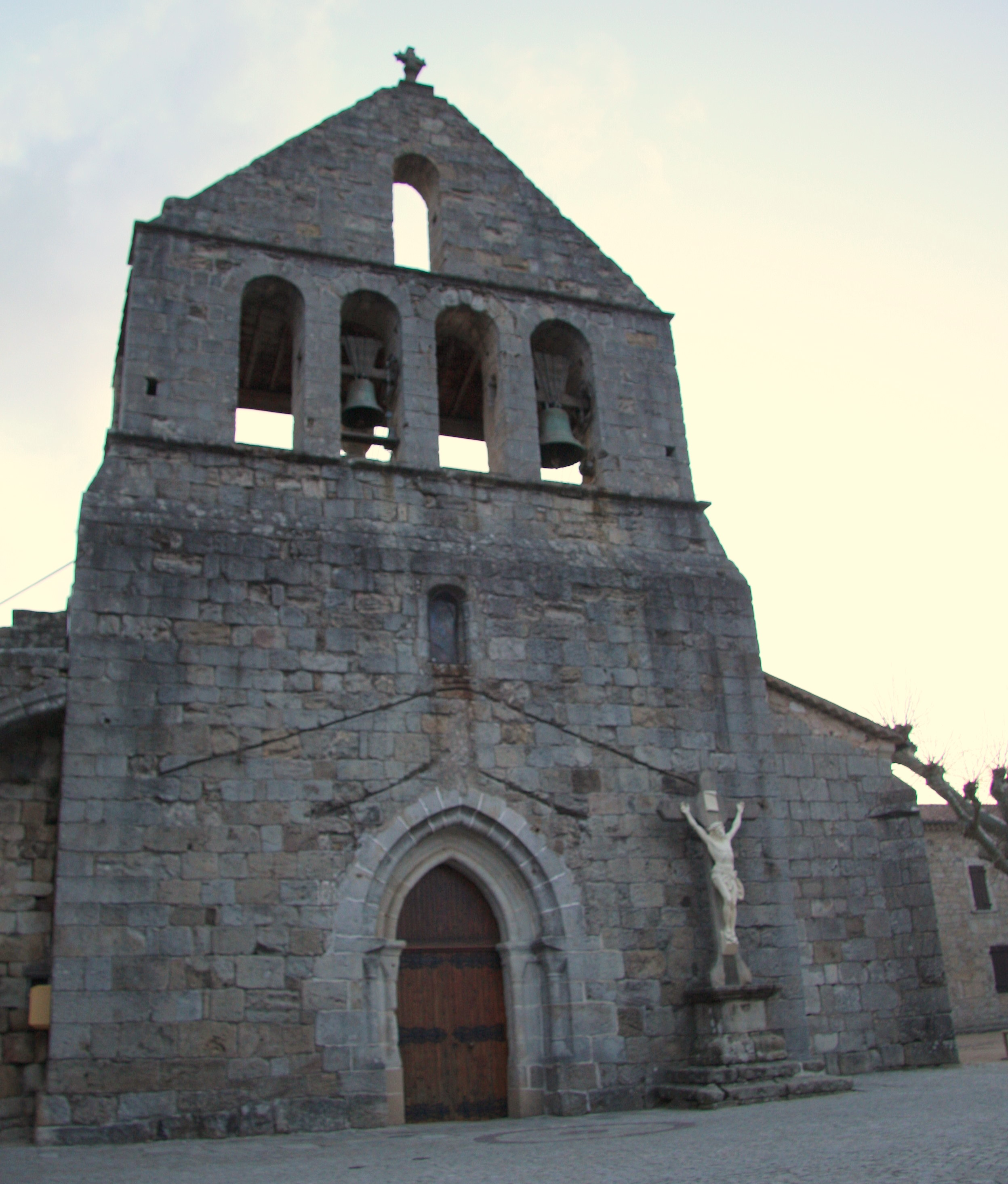
Façade de l'église romane.
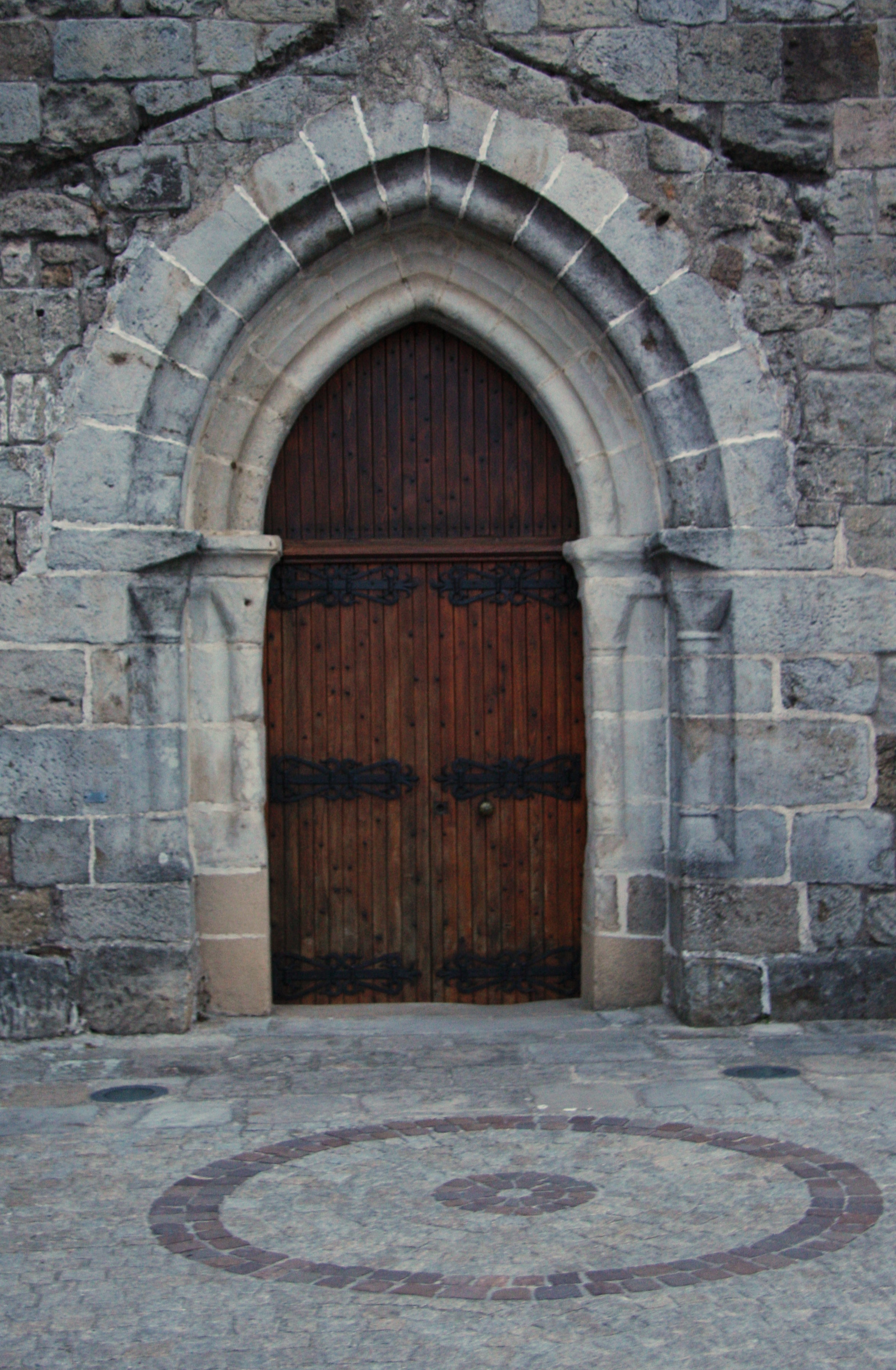
Porche de l'église.
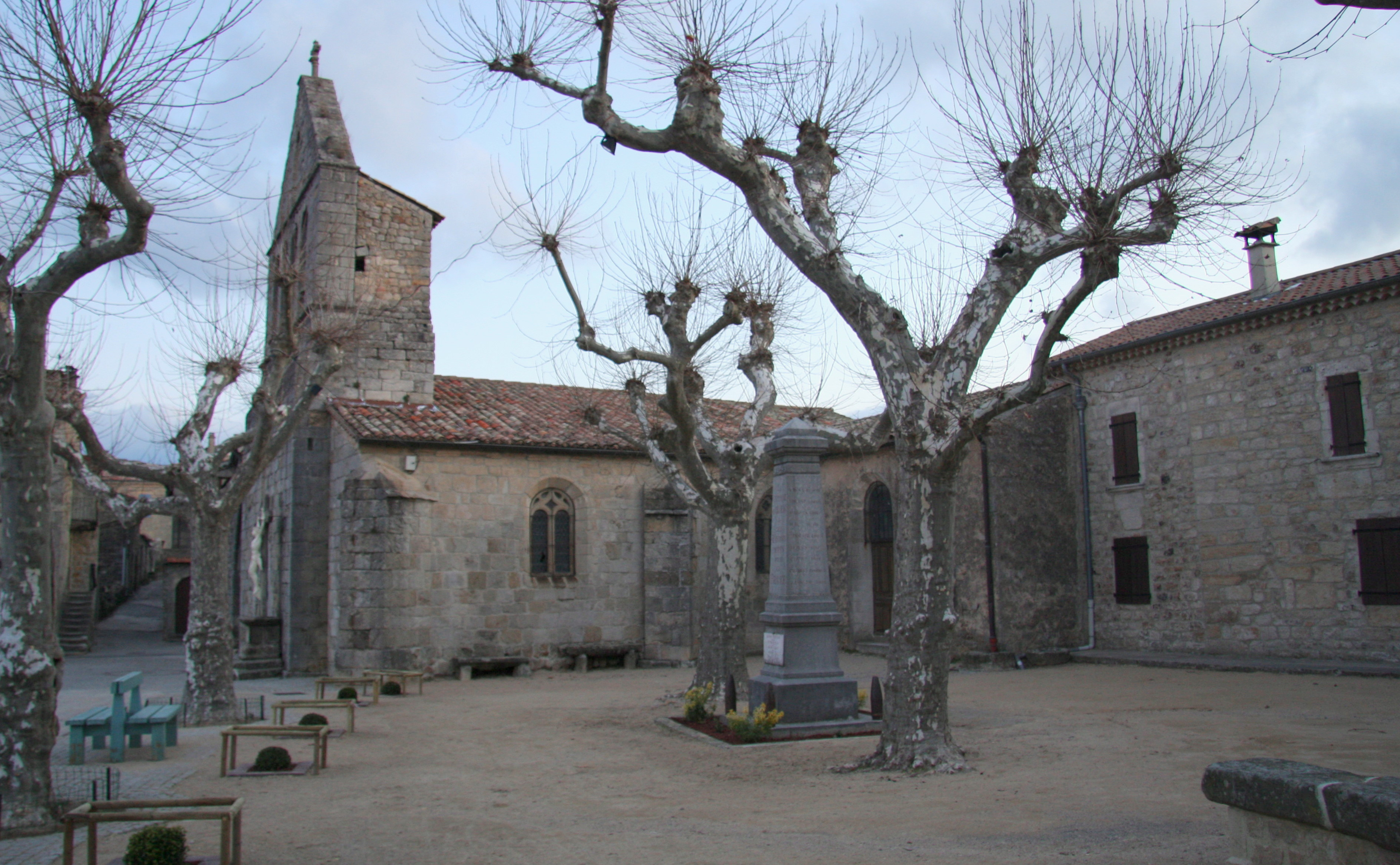
Place du village d'Ailhon.
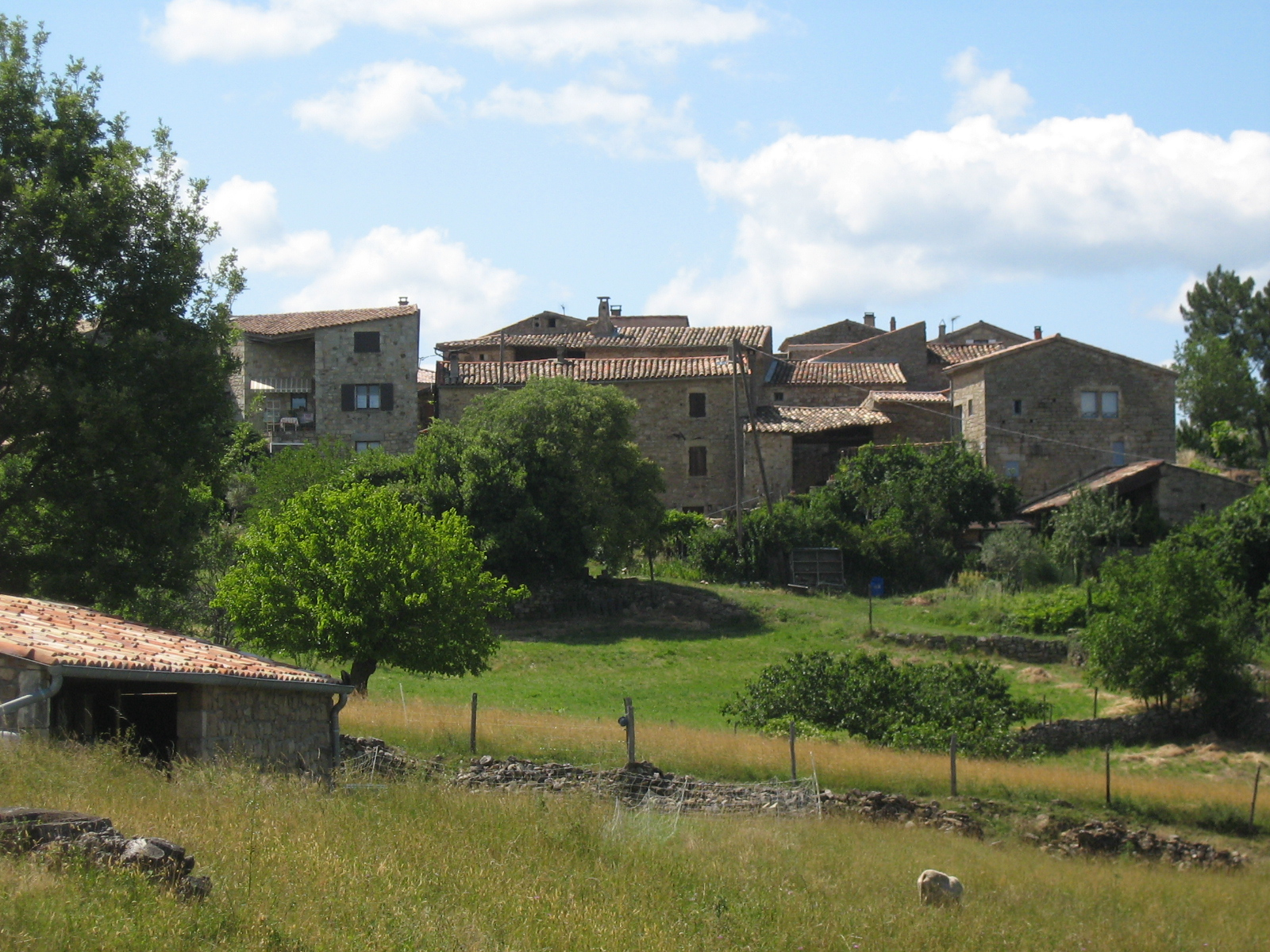
Vue du village.

### Héraldique

Vue générale d'Ailhon, côté sud.

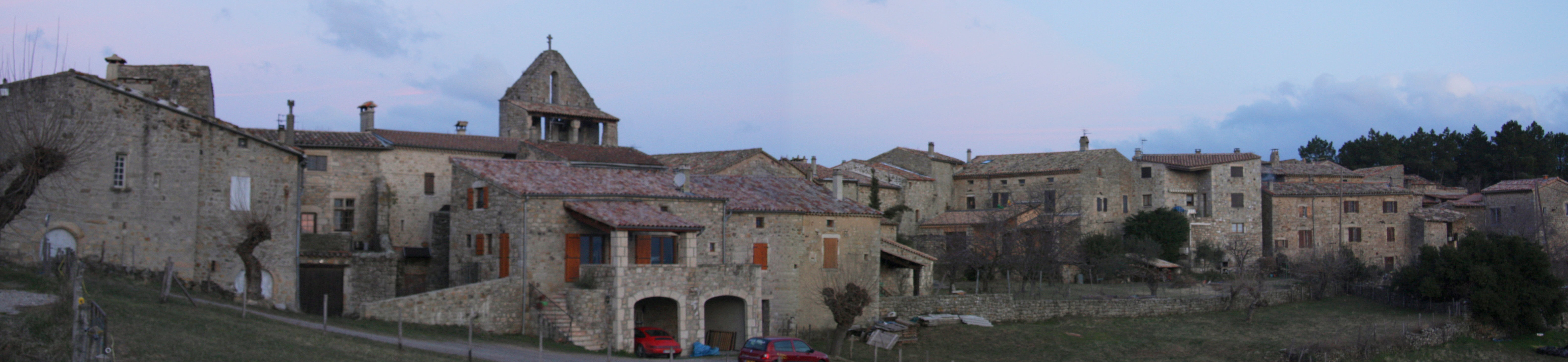
Vue générale d'Ailhon, côté nord.

|  | Ailhon possède des armoiries dont l'origine et le blasonnement exact ne sont pas disponibles. |

## Pour approfondir